# 神戶站 (兵庫縣)

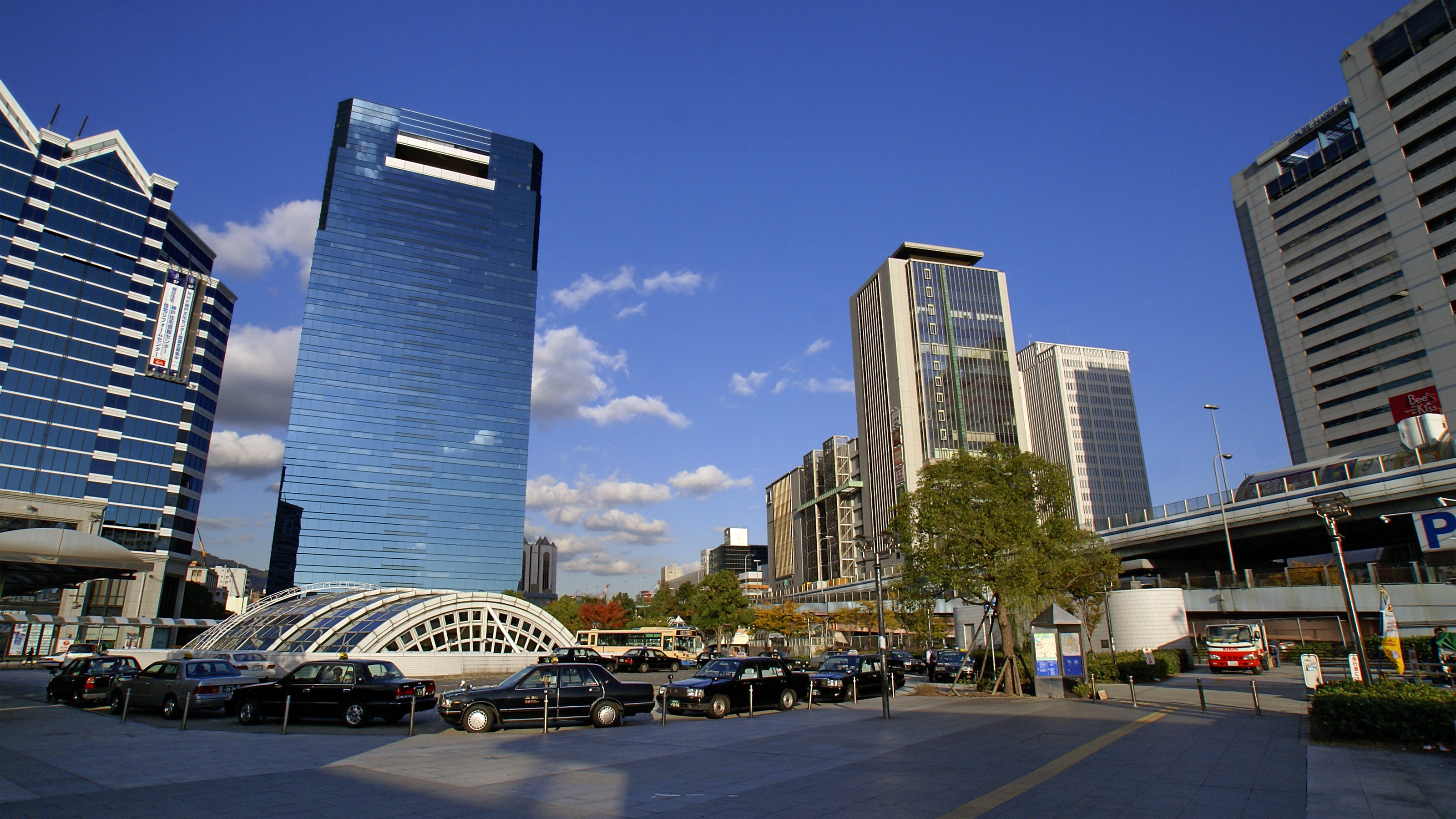
南口站前圓環

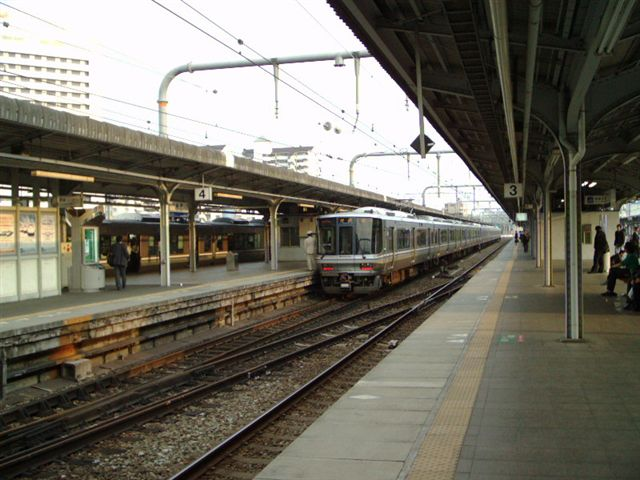
月台

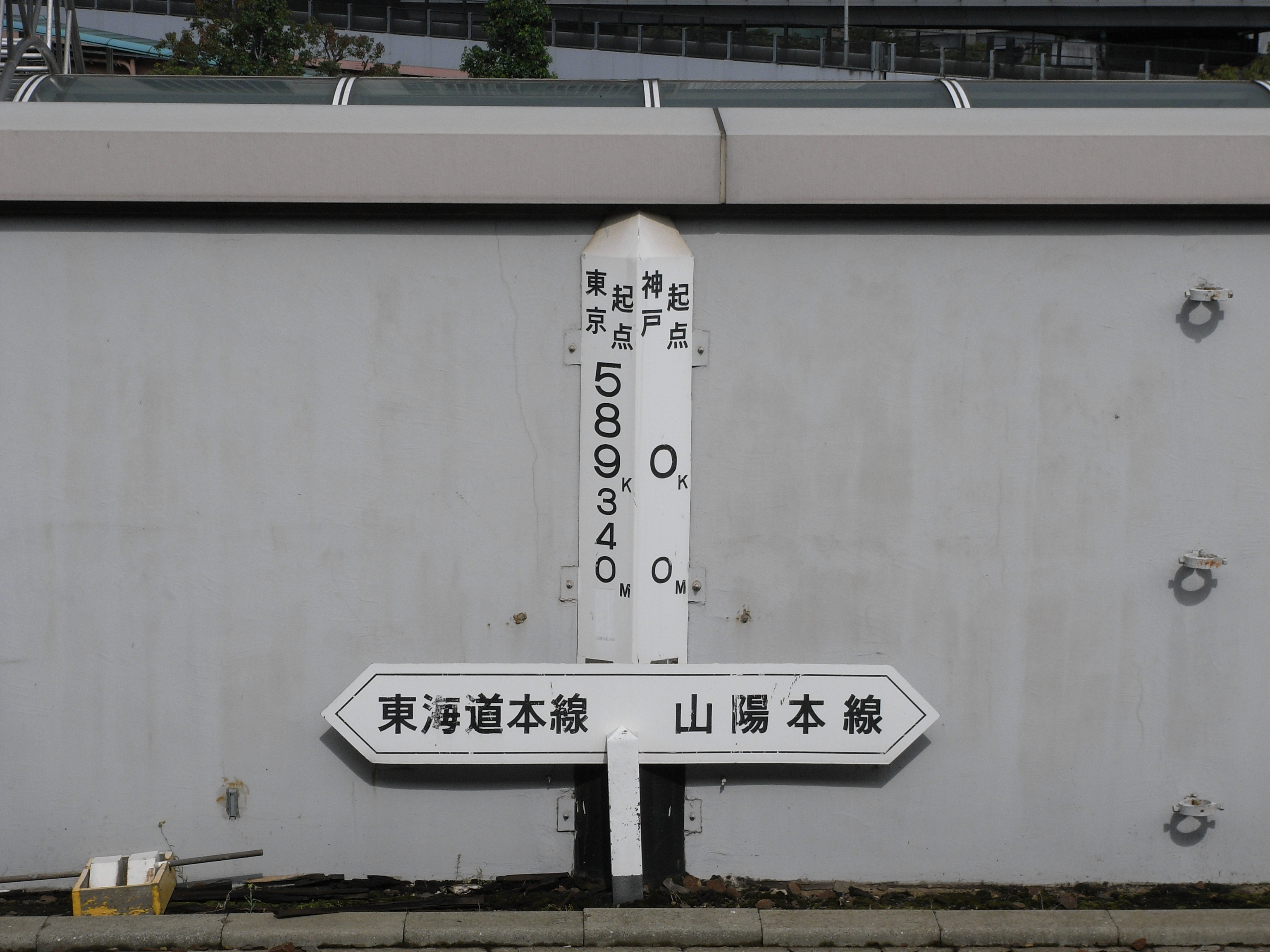
站內的東海道本線與山陽本線之里程分界標

神戶站（日语：〔〕／〔〕 Kōbe eki */?）是位於日本兵庫縣神戶市中央區，屬於西日本旅客鐵道（JR西日本）的鐵路車站。本站為東海道本線的終點站與山陽本線的起始站，並於2001年（平成13年）入選近畿車站百選（第二回）。

## 車站構造
本站為島式月台3面5線的高架車站。上行只限外側線及待避線（1號月台）可用於列車超車。

### 月台配置
| 月台 | 路線     | 方向 | 軌道   | 目的地                 | 備註                                     |
| ---- | -------- | ---- | ------ | ---------------------- | ---------------------------------------- |
| 1    | JR神戶線 | 上行 | 外側線 | 三之宮、尼崎、大阪方向 | 平日只限早上快速列車使用                 |
| 2    | JR神戶線 | 上行 | 外側線 | 三之宮、尼崎、大阪方向 | 特急、新快速（部分快速列車使用）         |
| 3    | JR神戶線 | 上行 | 內側線 | 三之宮、尼崎、大阪方向 | 快速、普通                               |
| 4    | JR神戶線 | 下行 | 內側線 | 西明石、姬路方向       | 快速、普通                               |
| 5    | JR神戶線 | 下行 | 外側線 | 西明石、姬路方向       | 特急、新快速（平日早上部分快速列車使用） |

## 利用狀況
2018年度1日平均上車人次為70,925人。在JR西日本车站中排名第8，在兵库县境内的同公司車站中仅次于三之宮站排名第2。
| 年度               | 1日平均上車人次 | 1日平均上車人次 |
| 年度               | 總數            | 定期            |
| ------------------ | --------------- | --------------- |
| 1995年（平成07年） | 75,663          | 49,747          |
| 1996年（平成08年） | 75,846          | 50,103          |
| 1997年（平成09年） | 74,541          | 50,396          |
| 1998年（平成10年） | 73,302          | 49,787          |
| 1999年（平成11年） | 72,525          | 49,675          |
| 2000年（平成12年） | 72,865          | 50,262          |
| 2001年（平成13年） | 72,168          | 50,321          |
| 2002年（平成14年） | 70,040          | 49,176          |
| 2003年（平成15年） | 70,091          | 49,269          |
| 2004年（平成16年） | 71,151          | 49,947          |
| 2005年（平成17年） | 71,785          | 50,205          |
| 2006年（平成18年） | 72,019          | 50,376          |
| 2007年（平成19年） | 71,855          | 50,367          |
| 2008年（平成20年） | 71,258          | 49,975          |
| 2009年（平成21年） | 68,722          | 48,771          |
| 2010年（平成22年） | 68,002          | 48,375          |
| 2011年（平成23年） | 67,562          | 47,697          |
| 2012年（平成24年） | 66,935          | 46,749          |
| 2013年（平成25年） | 70,579          | 47,529          |
| 2014年（平成26年） | 68,947          | 46,571          |
| 2015年（平成27年） | 70,204          | 46,994          |
| 2016年（平成28年） | 70,301          | 46,725          |
| 2017年（平成29年） | 70,518          | 46,588          |
| 2018年（平成30年） | 70,925          |                 |

## 相鄰車站
西日本旅客鐵道
 JR神戶線（東海道本線、山陽本線）
- 特急「濱風」停車站

■新快速
三之宮（JR-A61）－神戶（JR-A63）－明石（JR-A73）
■快速、■普通
元町（JR-A62）－神戶（JR-A63）－兵庫（JR-A64）

## 關連項目
- 日本鐵路車站列表
- 日本鐵路線列表

## 外部連結
- 神戶｜車站資訊：JR出門網 - 西日本旅客鐵道